# 디나 캐플런
디나 캐플런(Dena Kaplan, 1989년 1월 20일 ~ )은 남아프리카 공화국에서 태어난 오스트레일리아의 배우, 댄서, 모델, 가수이다.

## 출연 작품
- 허니 3: 데어 투 댄스 (2016)
- 캠프 (2013)
- 댄스 아카데미 시즌3 (2013)
- 댄스 아카데미 시즌2 (2012)
- 댄스 아카데미 시즌1 (2010)